# Шумшевашевская волость
Шумшевашевская волость — административная единица в составе Курмышского уезда Нижегородской губернии (до 1781 года).

## История
В период вхождения волости в Курмышский уезд в по данным II ревизии 1747 г. в волости числились населённые пункты:
| Название                        | Совр. название | Совр. расположение |
| ------------------------------- | -------------- | ------------------ |
| сельцо Рождественское Хоршеваши | Хоршеваши      | Красночетайский    |
| деревня Шумшеваши               | Шумшеваши      | Аликовский         |
| деревня Милешева                | Хирлеппоси     | Аликовский         |
| деревня Багишева                | Большие Багиши | Ядринский          |
| деревня Испуханы                | Испуханы       | Ядринский          |

В 1781 года волость была упразднена, а её селения были отнесены к волостям Ядринского уезда Казанской губернии и Курмышского уезда Симбирского наместничества.